# Lufthansa Cargo
Lufthansa Cargo (IATA: LH, ICAO: GEC) is een Duitse vrachtluchtvaartmaatschappij en is volledig in handen van de luchtvaartmaatschappij Lufthansa. De vrachtluchtvaartmaatschappij is opgericht in 1993 als voortzetting van German Cargo. In 1994 werden de eerste vluchten uitgevoerd onder de nieuwe naam. Het hoofdkwartier bevindt zich in Frankfurt.

## Activiteiten
Lufthansa Cargo realiseerde in 2023 een omzet van 2,98 miljard euro en telde zo'n 4100 medewerkers. Het bedrijf richt zich op het transport van vracht tussen luchthavens. Het vliegt op ongeveer 57 bestemmingen over de hele wereld. De maatschappij beschikt over een eigen vloot van vrachtvliegtuigen en maakt gebruik van de vrachtruimte in passagierstoestellen  van het moederbedrijf Lufthansa en haar dochterondernemingen zoals Austrian Airlines, Brussels Airlines, Eurowings en SunExpress. Het grootste deel van de vrachtactiviteiten verloopt via Frankfurt Airport. Lufthansa Cargo is een volledige dochteronderneming van Lufthansa van Deutsche Lufthansa AG en is de logistieke specialist van Lufthansa Group.

## Vloot
In 2004 begon Lufthansa Cargo met het vervangen van de bestaande vloot van acht Boeing 747-vrachtvliegtuigen. Er zijn Boeing 777’s bij de vloot gekomen en in 2020 besluit Lufthansa Cargo alle McDonnell Douglas MD-11-vrachtvliegtuigen uit dienst te stellen in de loop van 2021. In maart 2022 zijn er Airbus A321-200/P2F’s bij de vloot toegevoegd voor het snelle vervoer van e-commercegoederen, de eerste vlucht was op 15 maart 2022. De vluchtuitvoering wordt verzorgd door Lufthansa Cityline.

### Huidige vloot

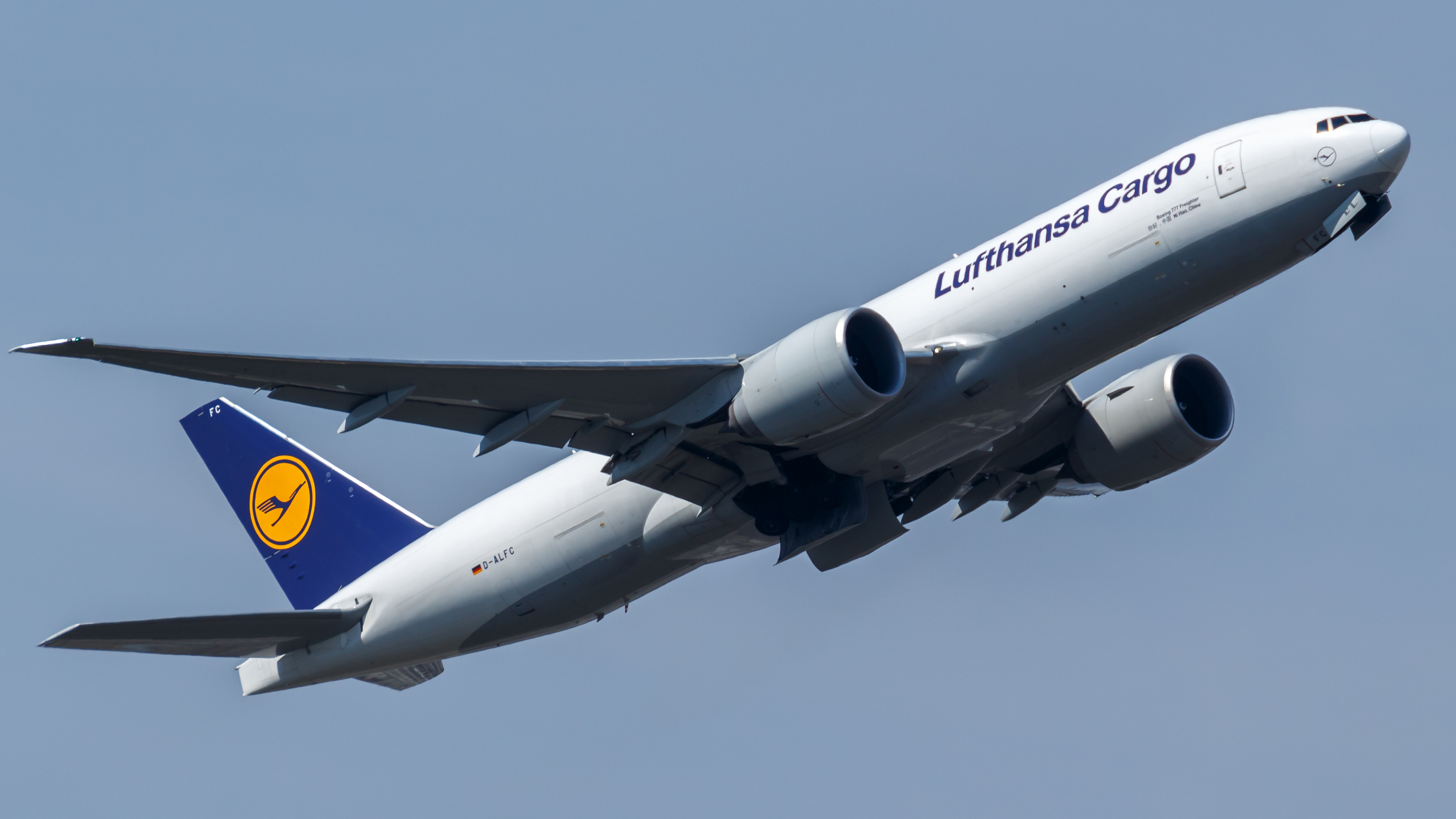
Een Boeing 777-F in het oude kleurenschema

In maart 2024 beschikte Lufthansa Cargo over de volgende vloot:
| Vliegtuig           | Totaal | Orders | Opmerkingen                              |
| ------------------- | ------ | ------ | ---------------------------------------- |
| Airbus A321-200/P2F | 4      | —      | Vluchtuitvoering door Lufthansa CityLine |
| Boeing 777-F        | 11     | 2      |                                          |
| Boeing 777-8F       | 0      | 7      | Worden afgeleverd vanaf 2027             |
| Totaal              | 15     | 9      |                                          |

### Voormalige vloot

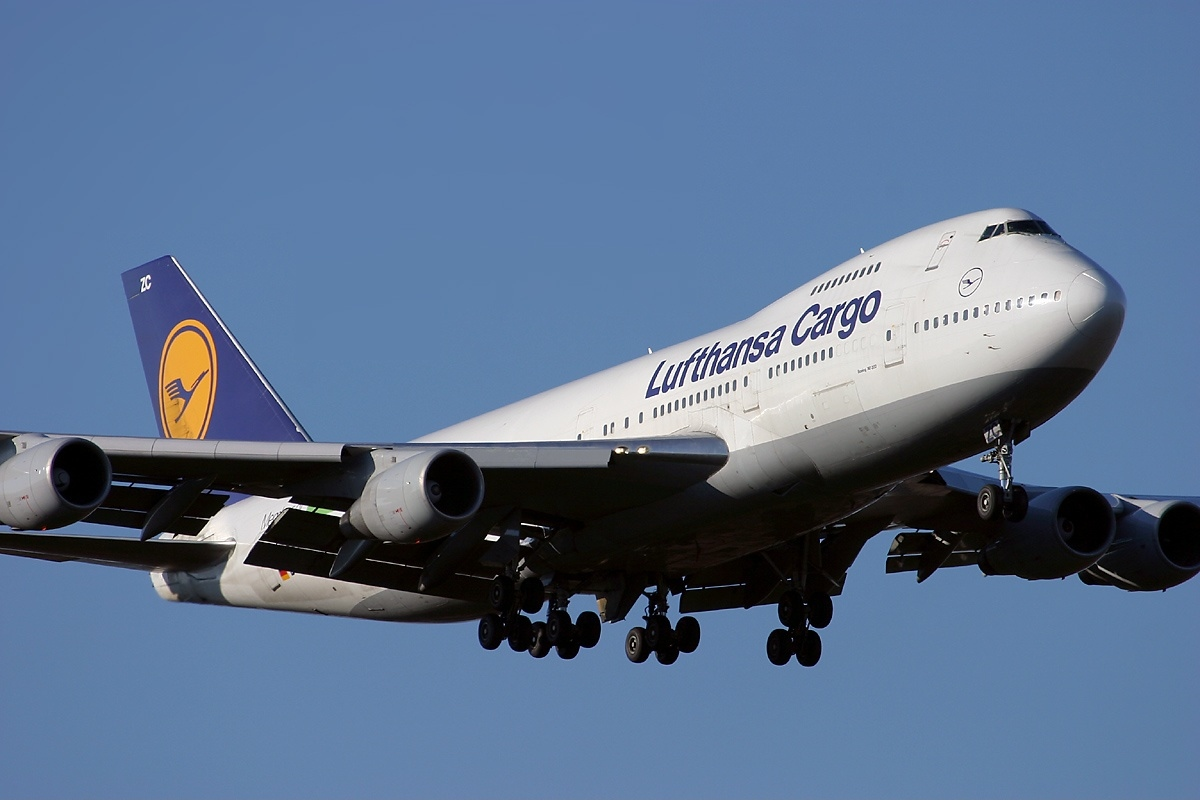
Uitgefaseerde Boeing 747-200F

Lufthansa Cargo beschikte over de volgende vliegtuigen:
| Vliegtuig                | Totaal | Geïntroduceerd | Uitgefaseerd |
| ------------------------ | ------ | -------------- | ------------ |
| Boeing 737-200F          | 3      | 1993           | 1995         |
| Boeing 737-300SF         | 1      | 1994           | 1997         |
| Boeing 747-200F          | 10     | 1993           | 2005         |
| Douglas DC-8-73F         | 5      | 1993           | 1997         |
| McDonnell Douglas MD-11F | 19     | 1998           | 2021         |

## Ongevallen en incidenten
- Op 13 september 2009 is een McDonnell Douglas MD-11F beschadigd tijdens een moeilijke landing op de luchthaven van Mexico-City. Na de inspectie bleek dit het gevolg te zijn van rimpels op de romp en de neus. Een woordvoerder van Lufthansa zei dat het vliegtuig hersteld zou worden.
- Op 27 juli 2010 is een McDonnell Douglas MD-11F (D-ALCQ) neergestort bij een landing op de luchthaven van Riyad (Saoedi-Arabië). Niemand kwam om het leven maar de piloten werden naar het ziekenhuis gebracht.
- Op 24 november 2013 is een McDonnell Douglas MD-11F (D-ALCE) tijdens de landing hard op de baan terecht gekomen. Nadat vlucht 8258 een doorstart maakte op Aeroporto Internacional de Viracopos-Campinas in Campinas, Brazilië, kon het vliegtuig veilig landen. Het toestel was ernstig beschadigd, maar na reparatie kwam het weer in dienst.[7]